# Stella (Roman)
Stella ist ein im Januar 2019 im Carl Hanser Verlag erschienener Roman des deutschen Journalisten und Schriftstellers Takis Würger.

## Inhalt
Der Inhalt des Romans beruht auf einer wahren Begebenheit, nämlich der Geschichte von Stella Goldschlag. Historischer Hintergrund ist die Geschichte der Stella Kübler, geborene Goldschlag. Sie stammt aus gutbürgerlicher deutsch-jüdischer Familie. Um sich und ihre Familie zu retten, denunzierte sie versteckte Juden. Nach Kriegsende wurde sie von einem russischen Militärtribunal zu zehn Jahren Haft verurteilt.

### Handlung
Der Schweizer Ich-Erzähler Friedrich kommt 1942 vom Genfersee nach Berlin. In einer Kunstschule trifft er Kristin. Sie nimmt Friedrich mit in die geheimen Jazzclubs, trinkt Kognak mit ihm. Er lässt sich von ihr küssen, verliebt sich, wähnt sich in Sicherheit inmitten des Krieges. Eines Morgens klopft Kristin an seine Tür, verletzt, mit Striemen im Gesicht: „Ich habe dir nicht die Wahrheit gesagt.“ Sie heißt Stella, ist Jüdin und arbeitet als Greiferin für die Gestapo.

### Personen
- Friedrich, ein stiller, naiver junger Mann
- Kristin, die sich im Verlauf der Geschichte als Stella herausstellt
- Tristan von Appen, SS-Mann

## Rezeption

### Rezeption bei Erscheinen
Der Roman erfuhr bei Erscheinen gemischte Rezensionen. In der Süddeutschen Zeitung formulierte Fabian Wolff: „Ein Ärgernis, eine Beleidigung, ein Vergehen“. Die Zeit schrieb: „Gräuel im Kinderbuchstil: Takis Würger schreibt in ‚Stella‘ von einer Jüdin, die in der NS-Zeit zur Mittäterin wird. Es ist ein Roman voller erzählerischer Klischees.“
Andere Literaturkritiker nahmen hingegen den Roman positiv auf: Der Bonner General-Anzeiger würdigte das Werk als „herausragenden Roman“. Hannah Lühmann fragt in Die Welt: „Ist dieses Buch schlecht, weil es unterhält?“ Der Kritiker Philipp Peyman Engel lobte das Werk in der Jüdischen Allgemeinen als „leise, glaubwürdig und ja, auch schonungslos“. Der NDR kürte Stella im Januar 2019 zum Buch des Monats.
Die über die postmortalen publizistischen Persönlichkeitsrechte verfügenden Erben Stella Goldschlags – in diesem Fall die Erben des verstorbenen Journalisten Ferdinand Kroh, dem Goldschlag diese Rechte übertragen hatte – forderten den Hanser-Verlag auf, Passagen im Roman zu schwärzen oder den Roman nicht weiter zu vertreiben, und forderten außerdem die Berliner Neuköllner Oper auf, ein thematisch ähnliches Musical nicht mehr aufzuführen. Ob allerdings die jetzigen Erben legitimiert sind, das postmortale Persönlichkeitsrecht auf Menschenwürde geltend zu machen, gehöre laut Georg M. Oswald zu den offenen Rechtsfragen. Der heftige Streit um das Buch führte dazu, dass der Taschenbuchausgabe ein langes Nachwort des Literaturwissenschaftlers  Sascha Feuchert angefügt wurde, in dem er auf Sinn und Zweck eines historischen Romans eingeht. Der Rechtsanwalt Karl Alich schrieb als Antwort auf den Roman das Buch Freispruch für Stella Goldschlag.

### Textausgaben
- Takis Würger: Stella. Hanser, München 2019, ISBN 978-3-446-25993-5.

### Über Stella Goldschlag
- Peter Wyden: Stella. Übersetzung Ilse Strasmann. Steidl, Göttingen 1993, ISBN 3-88243-680-8.
- Peter Wyden: Stella Goldschlag – Eine wahre Geschichte. Übersetzung von Ilse Strasmann. Steidl, Göttingen 2019, ISBN 978-3-95829-608-4.
- Ferdinand Kroh: Die Greiferin – eine Jüdin arbeitet für die Gestapo. Feature bei ORB/SWF, 1993, 43 Min.